# Dipturus trachyderma
Dipturus trachyderma är en rockeart som först beskrevs av Johann Ludwig Gerard Krefft och Stehmann 1975.  Dipturus trachyderma ingår i släktet Dipturus och familjen egentliga rockor. IUCN kategoriserar arten globalt som sårbar. Inga underarter finns listade i Catalogue of Life.